# Campionati mondiali di badminton 2018
I campionati mondiali di badminton 2018 (in inglese 2018 BWF World Championships) sono stati la 24ª edizione dei campionati mondiali di badminton.
La competizione si è svolta dal 30 luglio al 5 agosto presso a Nanchino, in Cina.

## Medagliere
| Posiz. | Nazione       | Oro | Argento | Bronzo | Totale |
| ------ | ------------- | --- | ------- | ------ | ------ |
| 1      | Cina          | 2   | 2       | 5      | 9      |
| 2      | Giappone      | 2   | 2       | 2      | 6      |
| 2      | Spagna        | 1   | 0       | 0      | 1      |
| 2      | India         | 0   | 1       | 0      | 1      |
| 3      | Malaysia      | 0   | 0       | 1      | 1      |
| 3      | Indonesia     | 0   | 0       | 1      | 1      |
| 3      | Taipei cinese | 0   | 0       | 1      | 1      |
| 3      | Hong Kong     | 0   | 0       | 1      | 1      |
| Totale | Totale        | 5   | 5       | 11     | 21     |

## Podi
| Specialità                     | Oro                              | Argento                        | Bronzo                                                         |
| Singolare maschile (dettagli)  | Kento Momota                     | Yuqi Shi                       | Chen Long Liew Daren                                           |
| Singolare femminile (dettagli) | Carolina Marín                   | Sindhu Pusarla                 | He Bingjiao Akane Yamaguchi                                    |
| Doppio maschile (dettagli)     | Li Junhui / Liu Yuchen           | Takeshi Kamura / Keigo Sonoda  | Chen Hung-ling / Wang Chi-lin Liu Cheng / Zhang Nan            |
| Doppio femminile (dettagli)    | Mayu Matsumoto / Wakana Nagahara | Yuki Fukushima / Sayaka Hirota | Greysia Polii / Apriyani Rahayu Shiho Tanaka / Koharu Yonemoto |
| Doppio misto (dettagli)        | Zheng Siwei Huang Yaqiong        | Wang Yilü Huang Dongping       | Zhang Nan / Li Yinhui Tang Chun Man / Tse Ying Suet            |